# Bækkekrog
Bækkekrog er en bebyggelse ved Arresø i Nordsjælland med 202 indbyggere i byområdet (2017). Bækkekrog er beliggende i Ramløse Sogn 1,5 kilometer vest for Ramløse og 7 kilometer vest for Helsinge. Byen tilhører Gribskov Kommune og er beliggende i Region Hovedstaden.